# Amblyopone exigua
Amblyopone exigua är en myrart som beskrevs av Clark 1928. Amblyopone exigua ingår i släktet Amblyopone och familjen myror. Inga underarter finns listade i Catalogue of Life.

## Bildgalleri

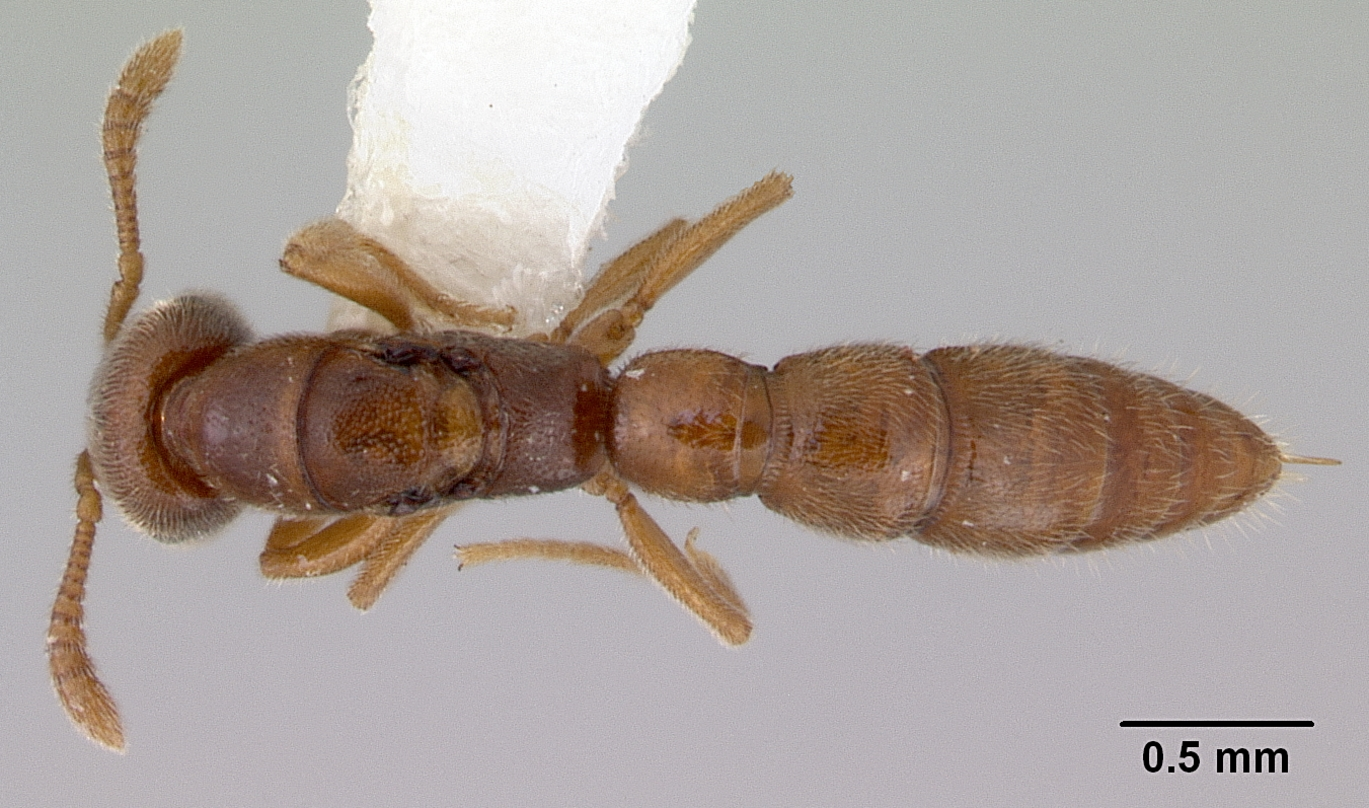
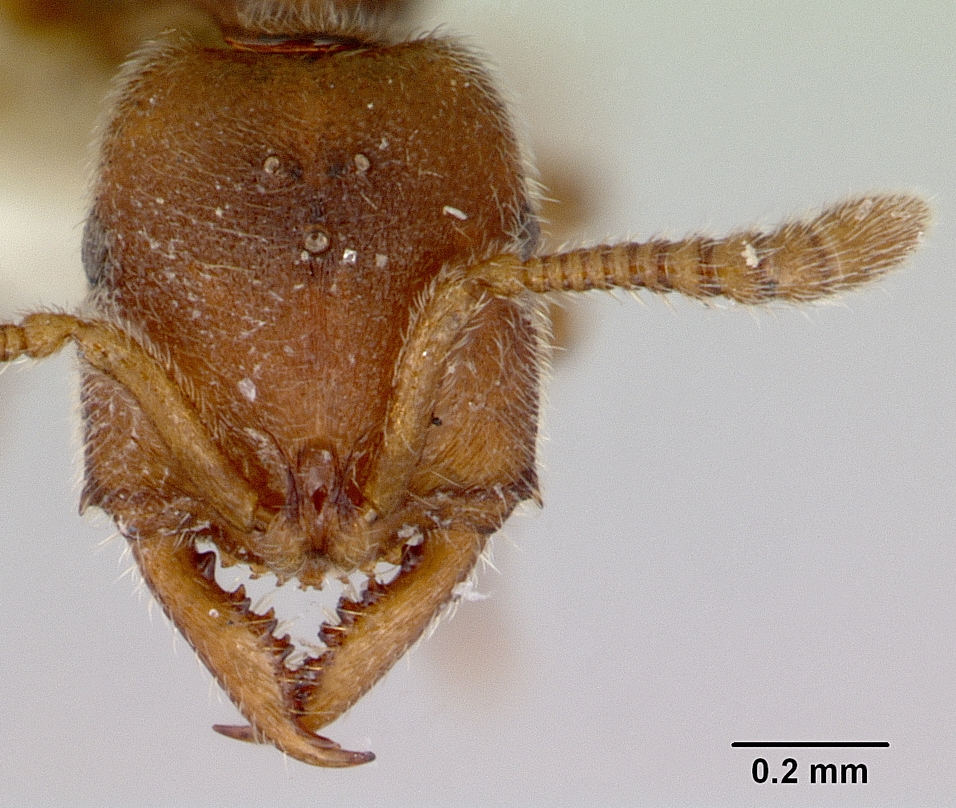
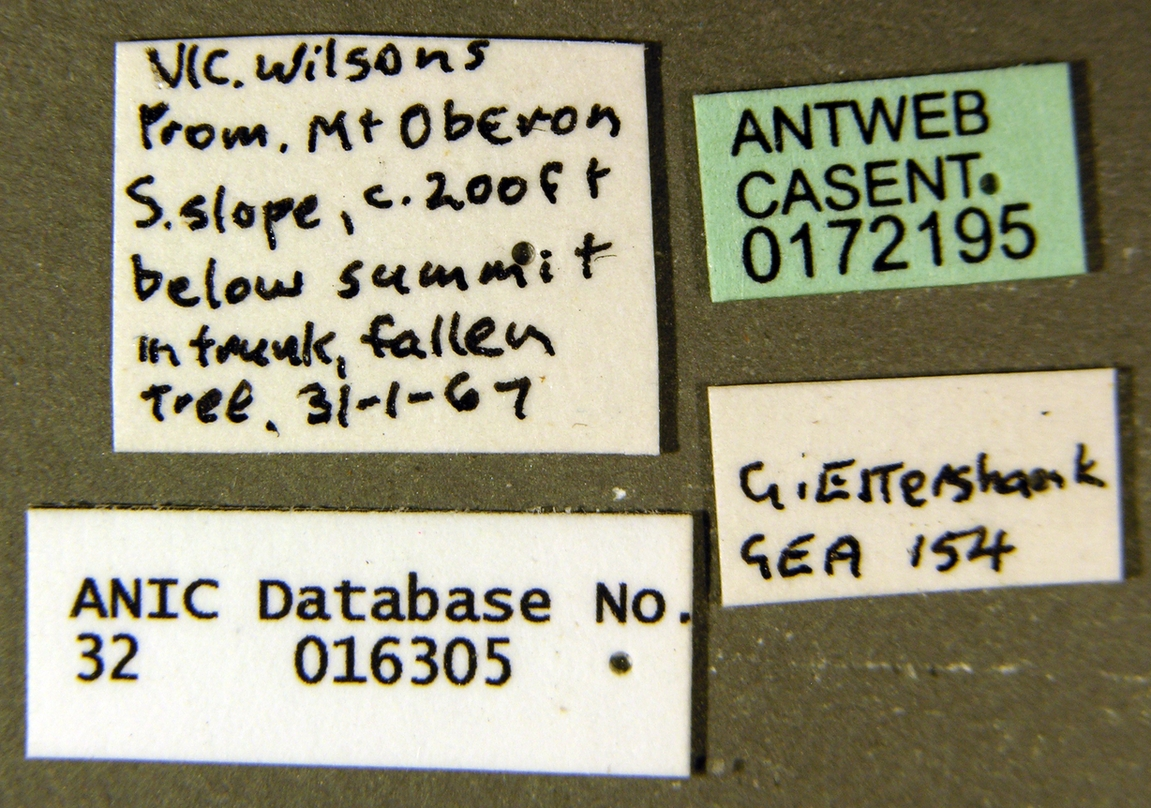
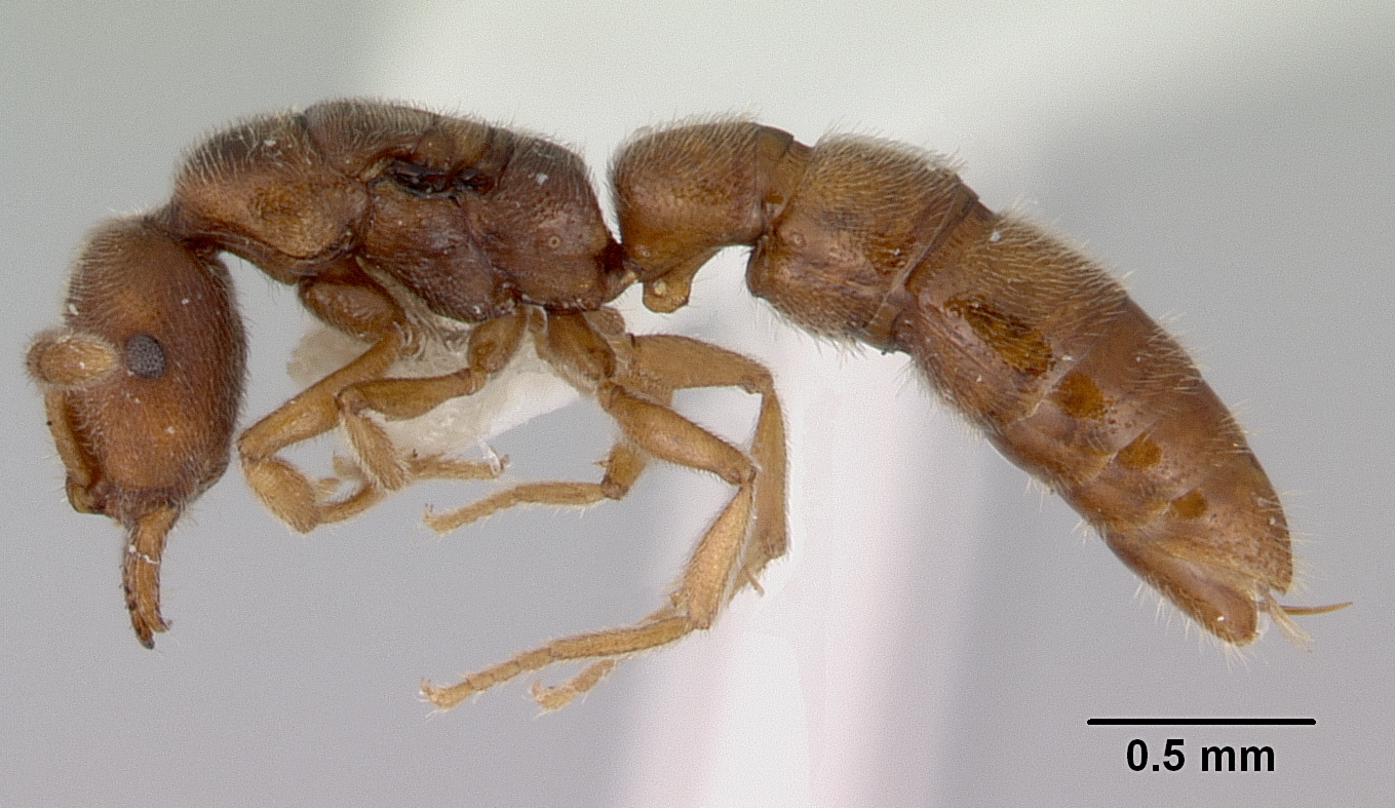
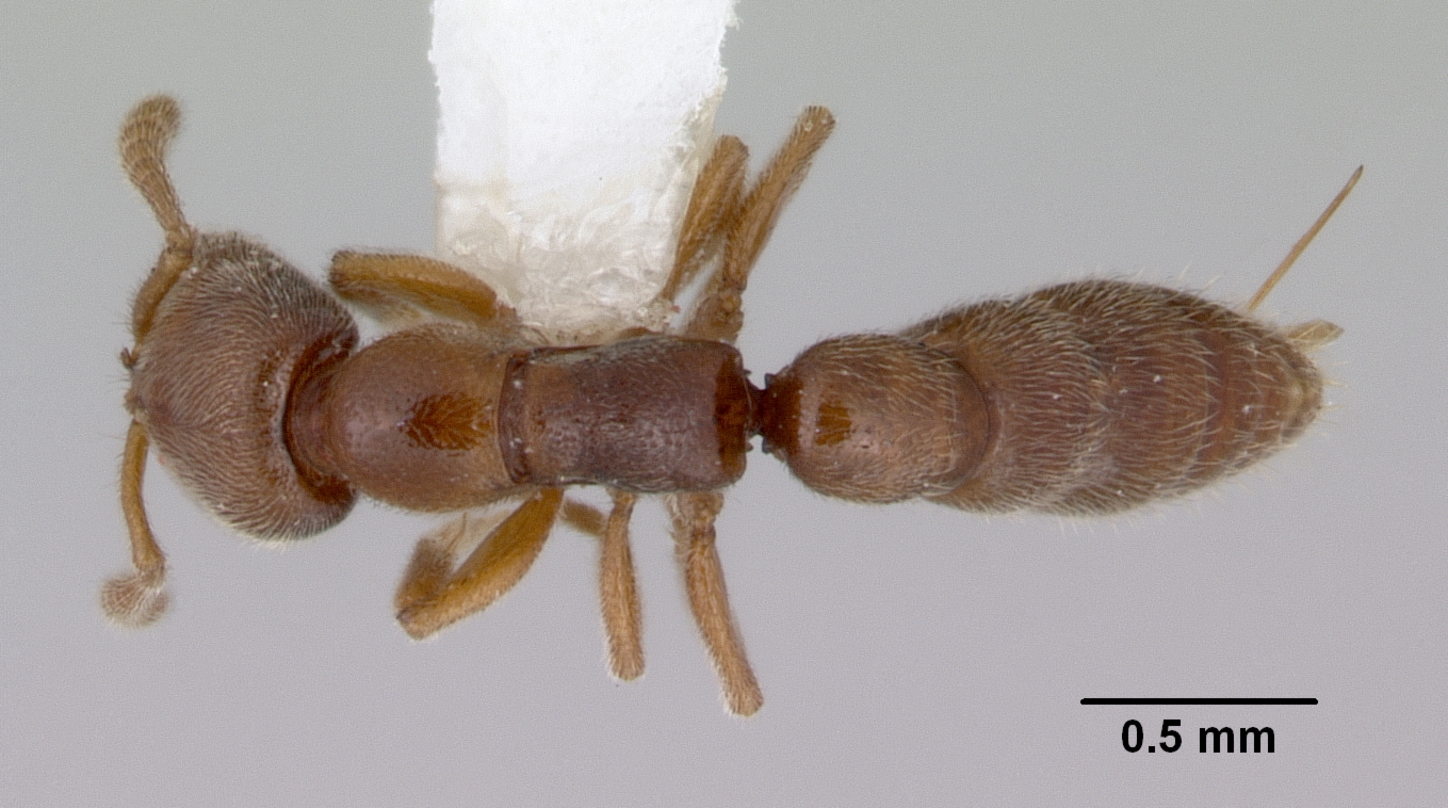
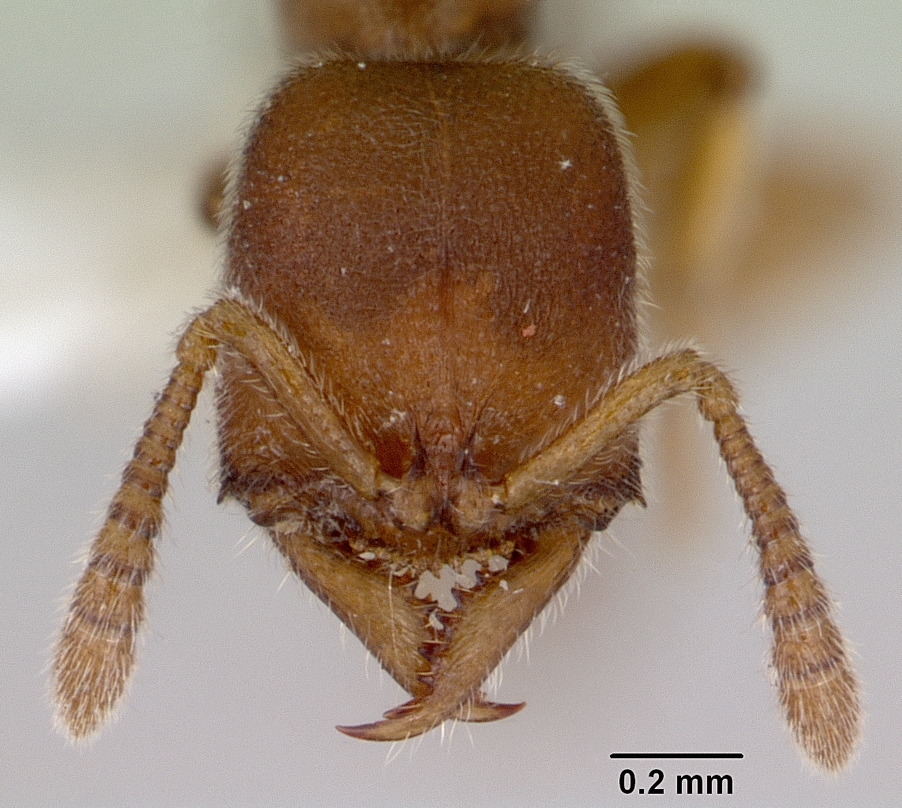